# Wilfredo Bermúdez Alvarado
Wilfredo Bermúdez Alvarado es un economista y político peruano. Fue alcalde de la provincia de Daniel Alcides Carrión entre 2003 y 2006.
Nació en el distrito de Tápuc, provincia de Daniel Alcides Carrión, departamento de Pasco, Perú, el 8 de enero de 1967, hijo de Palmacio Bermúdez Alvarado y Faustina Alvarado Huaqui. Cursó sus estudios primarios y secundarios en la ciudad de Yanahuanca y entre 1985 y 1990 cursó estudios superiores de economía en la Universidad Nacional Daniel Alcides Carrión de la ciudad de Cerro de Pasco. Asimismo, entre 2001 y 2002 cursó la maestría en Finanzas en la misma universidad. Desde el 2007 fue profesor de esa casa de estudios.
Su primera participación política se dio en las elecciones municipales de 1993 cuando fue candidato a regidor de la provincia de Daniel Alcides Carrión. En las elecciones municipales de 1998 fue candidato a alcalde provincial de Daniel Alcides Carrión sin éxito. Fue elegido para ese cargo en las elecciones municipales del 2002. Tentó su reelección sin éxito en las elecciones del 2006. Postuló sin éxito a la presidencia del Gobierno Regional de Pasco en las elecciones regionales del 2010 y del 2014.